# Cortes Apertas
Cortes Apertas (letteralmente dal sardo "Cortili aperti") è una manifestazione culturale tipica della Sardegna e in particolare della Provincia di Nuoro. Durante le celebrazioni, le realtà culturali, produttive, culinarie e folkloristiche locali organizzano eventi, degustazioni e intrattenimenti tra i centri storici e all'interno dei cortili storici del paese ospitante. L'obiettivo dichiarato della manifestazione è quello di rilanciare il turismo nelle zone interne della Sardegna in un periodo di bassa stagione come l’autunno.
Aderiscono a questo tipo di manifestazione tutte le realtà del ciclo Autunno in Barbagia e Primavera nel Cuore della Sardegna, entrambi circuiti figli dell'originario Cortes Apertas.
Oggi il termine è comunemente utilizzato per indicare, in maniera più generale, tutte le manifestazioni (cicliche, di circuiti organizzati o anche dei singoli autonomi paesi) che richiamano le caratteristiche della manifestazione originale e che ne seguono lo stesso obiettivo in altre aree della Regione.

## Storia

### Origini
La manifestazione è nata nel 1996 ad Oliena su iniziativa dell'imprenditore locale Luigi Crisponi con il supporto dell'Aspen, ente di promozione territoriale della Camera di Commercio e dell'Artigianato di Nuoro, all'epoca presieduta da Romolo Pisano, che volle fortemente la realizzazione della manifestazione.  
La prima edizione olianese prevedeva un programma di valorizzazione culturale-turistica del centro storico del paese attraverso la riscoperta delle "cortes", i cortili delle antiche case di cui i due borghi barbaricini sono particolarmente ricchi, che dovevano riacquistare centralità nel rilancio e nella promozione dei centri storici delle piccole comunità dell'interno dell'Isola, al fine di combattere un lento e inesorabile abbandono. Nei giorni della manifestazione vengono aperte ai visitatori le semplici case in pietra e calce, cortes in granito, adeguatamente riordinate e in alcuni casi restaurate, ove poter mostrare curiosi esempi architettonici, abitudini di vita passate, modalità di lavoro oltre alle tante ricchezze agroalimentari e artigianali del luogo. 

### La nascita diAutunno in Barbagia e dei circuiti paralleli
L'esempio di Oliena venne poi seguito da Nuoro e da un numero sempre più crescente di comuni del Nuorese: la Camera di commercio della provincia decise quindi di rivedere completamente il calendario e il coordinamento dei paesi partecipanti. Fu così che nel 2000 venne ufficializzata la nascita di "Autunno in Barbagia". I comuni coinvolti sono via via cresciuti (9 nel 2003, 15 nel 2004, 25 nel 2005, 27 nel 2006) sino ad arrivare nel 2022 alla quota di 32 comuni e una frazione (Lollove, comune di Nuoro). 
Nel frattempo, il crescente successo di Autunno in Barbagia ha portato alla nascita di manifestazioni parallele, slegate dal circuito o totalmente estranee all'area di influenza della Camera di Commercio nuorese. Cortes Apertas ha così assunto un significato più ampio, accomunando tutte le varie serie di eventi realizzate lungo l'isola, come per esempio Primavera in Gallura, manifestazione nata nel 2012.  
L'Aspen con la Camera di Commercio di Nuoro hanno dato avvio nel 2006 ad un nuovo ciclo di Cortes Apertas, dal titolo "Primavera nel Marghine, nell'Ogliastra e nella Baronia", il cui titolo si è modificato di anno in anno seguendo il numero di comuni che a fasi alterne vi hanno partecipato (Primavera nel Marghine oppure Primavera nel Marghine e nell'Ogliastra, ecc). Dal 2015 la manifestazione assume il nome ufficiale di Primavera nel Cuore della Sardegna.

## Organizzazione
Ogni settimana, in un diverso comune, le case storiche del paese aprono i loro cortili e tra questi si svolge un percorso enogastronomico e artistico. All'interno dei diversi cortili vengono rappresentati i mestieri tradizionali, quali la lavorazione della lana, la trebbiatura, la pulizia e la raccolta del grano, mentre nelle piazze del paese vengono allestiti spettacoli folkloristici di balli e canti popolari. Con il tempo la manifestazione è diventata per i comuni uno degli appuntamenti più importanti all'interno della stagione turistica, attirando decine di migliaia di visitatori da tutta la Sardegna.

## Paesi coinvolti
I paesi coinvolti nel circuito di Autunno in Barbagia sono 32, ricadenti in un’area che comprende le regioni storiche della Barbagia, del Gennargentu e del Mandrolisai, nel cuore della provincia di Nuoro:
- Oliena (paese d'origine)
- Sarule
- Bitti
- Dorgali
- Austis
- Orani
- Tonara
- Lula
- Gavoi
- Oniferi
- Ollolai

- Meana Sardo
- Belvì
- Orgosolo
- Sorgono
- Aritzo
- Desulo
- Lollove
- Mamoiada
- Ovodda
- Orotelli
- Onanì

- Nuoro
- Tiana
- Ottana
- Atzara
- Olzai
- Gadoni
- Ortueri
- Fonni
- Orune
- Lodine

I paesi coinvolti nel circuito di Primavera nel Cuore della Sardegna sono 15, ricadenti in un’area che comprende, oltre a Bosa, nella provincia di Oristano, principalmente le coste e le aree più esterne della provincia di Nuoro; in particolare, le regioni storiche del Marghine, dell'Ogliastra e della Baronia:
- Girasole
- Bosa (provincia di Oristano)
- Villagrande Strisaili
- Siniscola
- Baunei

- Triei
- Osini
- Loceri
- Lotzorai
- Silanus

- Barisardo
- Irgoli
- Sindia
- Lanusei
- Lei